# Dietrich Wortmann
Dietrich Wortmann (* 11. Januar 1884 in Leipzig; † 21. September 1952 in New York City) war ein deutscher Ringer.

## Biografie
Dietrich Wortmann trat bei den Olympischen Sommerspielen 1904 in St. Louis im Federgewicht an. Da er für einen US-amerikanischen Verein an den Start ging, wurden seine Resultate vom IOC den Vereinigten Staaten angerechnet, obwohl er 1904 keine US-amerikanische Staatsbürgerschaft besaß. Er blieb in den Vereinigten Staaten, wo er 1906 amerikanischer Meister wurde und später auch als Gewichtheber aktiv war. 1951 wurde er Präsident der Fédération Internationale de Halterophile. Über 45 Jahre lang war er zudem Präsident des German-American Athletic Club. Beruflich war Wortmann als Architekt in New York City tätig.